# À vos ordres, Madame (film, 1942)
Pour les articles homonymes, voir À vos ordres, Madame.
Pour plus de détails, voir Fiche technique et Distribution.
À vos ordres, Madame est un film français réalisé par Jean Boyer, et sorti en 1942.

## Synopsis
Tombés en panne de voiture, Odette et son mari Hector Dupuis sont contraints de dormir dans un hôtel luxueux. Odette, économe et autoritaire, choisit la chambre la moins chère qui n'est que pour une seule personne et fait passer son mari pour son chauffeur, qui sera donc logé avec le personnel.
Elle se fait par ailleurs inscrire sous la fausse identité de « baronne de Garches ».

## Fiche technique
- Titre : À vos ordres, Madame
- Réalisation : Jean Boyer
- Scénario : Yves Mirande et Jean Boyer, d'après la nouvelle d'André Birabeau C.H.F.R. 35
- Photographie : Nicolas Hayer
- Montage : Louisette Hautecoeur
- Musique : Georges Van Parys
- Direction artistique : Lucien Aguettand
- Son : Maurice Carrouet
- Producteurs : Adrien Remaugé, Raymond Borderie, Ferdinand Leffran
- Directeur de production : Alfred Chemel
- Société de production : Société d'Exploitation des Etablissements Pathé Cinéma
- Pays de production :  France
- Langue : français
- Format :  Noir et blanc - 1,37:1 - 35 mm - Son mono
- Genre : Comédie
- Durée : 91 minutes
- Date de sortie :
  - France : 16 octobre 1942

## Distribution
- Jean Tissier : Hector Dupuis, un homme que sa femme oblige à passer pour son chauffeur
- Suzanne Dehelly : Odette Dupuis, sa femme avare et autoritaire, qui se fait passer pour la baronne de Garches
- Alfred Adam : Ferdinand, le chauffeur de Palureau
- Jacqueline Gauthier : Angèle, une femme de chambre qui fait des avances à Hector
- Duvaleix : Le portier
- Gaby Wagner : la cocotte du 27
- Gaston Modot : le garçon d'étage
- Mathilde Alberti : une bonne
- Jean-Louis Allibert : le directeur de l'hôtel
- Fernand Blot : un chauffeur
- Marcel Charvey : un chauffeur
- Léonce Corne : Victor
- José Davilla
- Simone Gerbier
- Nane Germon : Léa
- Guy-Henry
- Pierre Labry : le chef-mécanicien
- Robert Le Fort : Léon, le barman
- Louvigny : M. Palureau, un veuf père de cinq filles qui fait la cour à Odette
- Frédéric Mariotti : Joseph
- Marguerite de Morlaye : une dame à l'hôtel
- Agnès Raynal : Rose Palureau, une fille de M. Palureau
- Emile Riandreys : un chauffeur
- Madeleine Rip : une dame
- Jacques Roussel : le maître d'hôtel
- Georgette Tissier : la femme de chambre
- André Varennes : le gérant
- Christian Duvaleix : le groom (non crédité)
- Jacqueline François (non créditée)